# Riparare i viventi
Riparare i viventi (Réparer les vivants) è un film del 2016 diretto da Katell Quillévéré e tratto dal romanzo Riparare i viventi di Maylis de Kerangal.
Il film narra tre storie connesse tra loro tramite un trapianto di organi. Il film è stato presentato nella sezione Orizzonti della 73ª Mostra internazionale d'arte cinematografica di Venezia.

## Trama
Mentre fanno ritorno a casa, dopo essersi recati al mare per cavalcare le onde, tre giovani surfisti hanno un incidente stradale e il diciannovenne Simon entra in coma. Dichiarata la morte cerebrale del ragazzo, i suoi genitori si ritrovano a dover prendere rapidamente una decisione sulla possibile donazione dei suoi organi.

## Riprese
Le riprese del film si sono svolte dal 29 settembre al 28 novembre 2015.

## Critica
Il film ha un punteggio di gradimento del 90% su Rotten Tomatoes e il punteggio di 83/100 su Metacritic.
Variety descrive il film come "sublimemente compassionevole". Screendaily ha detto che il film ha "un aspetto emozionalmente soddisfacente, cinematograficamente spiacevole a destini intrecciati... che coinvolge prestazioni silenziosamente luminose".

## Incasso
Girato con un budget di 6,5 milioni di dollari, il film ha incassato al botteghino solamente 2,6 milioni di dollari.

## Premi e Nomination
| Anno | Cerimonia                                               | Premio                | Categoria             | Ricevente                          | Risultato   |
| ---- | ------------------------------------------------------- | --------------------- | --------------------- | ---------------------------------- | ----------- |
| 2016 | Ghent International Film Festival                       | Grand Prix            | Miglior film          |                                    | Candidato/a |
| 2016 | Toronto International Film Festival                     | Platform Prize        |                       | Katell Quillévéré                  | Candidato/a |
| 2016 | Semana Internacional de Cine de Valladolid              | Golden Spike          | Miglior film          | Katell Quillévéré                  | Candidato/a |
| 2016 | Mostra internazionale d'arte cinematografica di Venezia | Queer Lion            |                       | Katell Quillévéré                  | Candidato/a |
| 2016 | Mostra internazionale d'arte cinematografica di Venezia | Venice Horizons Award | Miglior film          | Katell Quillévéré                  | Candidato/a |
| 2017 | César Awards                                            | César Award           | Miglior sceneggiatura | Katell Quillévéré e Gilles Taurand | Candidato/a |
| 2017 | International Online Cinema Awards                      | Halfway Award         | Miglior film          |                                    | Candidato/a |